# Panorpa taiheisanensis
Panorpa taiheisanensis är en näbbsländeart som beskrevs av Syuti Issiki 1929. Panorpa taiheisanensis ingår i släktet Panorpa och familjen skorpionsländor. Inga underarter finns listade i Catalogue of Life.